# Веселий Кут (Криворізький район)
Веселий Кут — село в Україні, у Глеюватській сільській громаді Криворізького району Дніпропетровської області.
Населення — 112 мешканців.

## Географія
Село Веселий Кут примикає до міста Кривий Ріг, район Дубки. До села примикає великий масив садових ділянок. По селу протікає пересихаючий струмок з загатою. На відстані 1 км розташовані великий (~ 14 км ²) шламовідстійник ВАТ «ЦГЗК», за 2 км — Глеєватський кар'єр. Поруч проходить залізниця, станція Прикар'єрна за 1 км.

## Пам'ятки
Біля села розташована пам'ятка археології національного значення — курганний могильник.

## Населення

### Мова
Розподіл населення за рідною мовою за даними перепису 2001 року:
| Мова       | Відсоток |
| ---------- | -------- |
| українська | 96,4 %   |
| російська  | 3,6 %    |